# Mizil
Mizil (în trecut, și Iștău sau Eșteu) este un oraș în județul Prahova, Muntenia, România, format din localitățile componente Fefelei și Mizil (reședința). Are o populație de 14.312 locuitori.

## Geografie
Orașul Mizil este situat în estul județului Prahova, în câmpia piemontană de la baza Dealurilor Istriței, în preajma podgoriilor din regiunea viticolă Dealul Mare, pe malurile râului Ghighiu (denumit în trecut Ișteu).
Se învecinează la est, cu comuna Săhăteni (județul Buzău), la sud cu comuna Baba Ana, la vest cu comuna Fântânele, iar la nord, cu comuna Gura Vadului. Distanța față de reședința județului, municipiul Ploiești, este de 35 km. Aceeași distanță este între Mizil și municipiul Buzău.
Cea mai importantă arteră rutieră care traversează Mizilul este șoseaua națională DN1B, care leagă Ploieștiul de Buzău, orașul aflându-se la jumătatea distanței între cele două municipii. Din DN1B, la Mizil se ramifică multiple șosele județene. DJ102H duce către sud-est spre comunele buzoiene Amaru, Glodeanu Sărat (unde se intersectează cu DN2), Glodeanu-Siliștea și mai departe spre comunele din nordul județului Ialomița. DJ100C și DJ102D duc spre comuna Sălciile, primul terminându-se acolo în DN1D și al doilea trecând prin Baba Ana și Boldești-Grădiștea. DJ102K duce prin Fântânele și Ceptura la Urlați, iar DJ100H duce spre Gura Vadului, Jugureni și mai departe spre Tisău și Vernești (ambele în județul Buzău, unde se termină în DN10), urmând cursul râului Nișcov.
Calea ferată Ploiești–Buzău trece prin oraș, acesta fiind deservit de gara Mizil.

## Demografie
Componența etnică a orașului Mizil
     Români (72,77%)
     Romi (12,32%)
     Alte etnii (0,11%)
     Necunoscută (14,8%)
Componența confesională a orașului Mizil
     Ortodocși (79,79%)
     Penticostali (4,01%)
     Alte religii (0,61%)
     Necunoscută (15,59%)
Conform recensământului efectuat în 2021, populația orașului Mizil se ridică la 12.962 de locuitori, în scădere față de recensământul anterior din 2011, când fuseseră înregistrați 14.312 locuitori. Majoritatea locuitorilor sunt români (72,77%), cu o minoritate de romi (12,32%), iar pentru 14,8% nu se cunoaște apartenența etnică. Din punct de vedere confesional, majoritatea locuitorilor sunt ortodocși (79,79%), cu o minoritate de penticostali (4,01%), iar pentru 15,59% nu se cunoaște apartenența confesională.
030006000900012.00015.00018.00019121948196619922011populațiePopulația istorică din Mizil
Date: Recensăminte sau birourile de statistică - grafică realizată de Wikipedia

## Etimologie
Denumirea localității provine de la vechiul substantiv turcesc menzil, sau serviciu de poștă, olac. Cu vremea, numele olăcăriei a suferit sincopa consoanei mediane „n” și transformarea vocalei „e” în „i”, iar după un timp denumirea s-a extins la întreaga localitate, care până atunci se numea Eșteu, de la numele pârâului ce o traversează și care și el evoluase între timp în Iașteu și, în cele din urmă, în Iștău.

## Istorie
Regiunea a fost locuită încă din neolitic, lucru ilustrat de:
- descoperirile de la Pietroasele: cetatea de la Gruiul Dării și castrul construit de Constantin cel Mare în perioada campaniei din 332 d.Hr. împotriva goților de la nord de Dunăre;
- Monteoru: care a dat numele unei înfloritoare culturi din epoca bronzului;
- Năeni: necropola tracică datând din perioada 800 - 600 î.Hr.

În zona apropiată Mizilului, cele mai multe descoperiri arheologice s-au realizat în situl arheologic de pe valea pârâului Budureasa.
Aici s-au găsit un șir de așezări și necropole din paleolitic, neolitic (culturile Criș, Dudești, Boian, Precucuteni, Gumelnița), epoca bronzului (culturile Tei, Monteoru, Coslogeni), epoca fierului (culturile Halstatt, Latène).
Prima mențiune documentară a localității pare a fi cea din catastifele Brașovului, în anul 1529. Localitatea este atestată documentar sub numele Eșteu într-un pergament slavon, emis la cancelaria lui Mihnea Turcitu la 6 iulie 1585.
Din acest document reiese că așezarea are vechime de câteva secole, fiind recunoscută de comercianții de chilimuri și scoarțe.
Printr-un document emis la 30 septembrie 1591 voievodul Ștefan Surdul o împuternicea pe doamna Neaga și pe călugărița Elisafta să stăpânească satul Eșteu.
În secolele al XVI-lea și al XVII-lea, satul a făcut parte din județul Săcuieni.
Într-un document emis în 1602, satul este menționat ca Iștău.
Mai târziu, o parte din moșiile Mizilului au trecut prin vânzare în patrimoniul domnitorului Antonie din Popești.
Spre sfârșitul secolului al XVII-lea și începutul secolului al XVIII-lea, în timpul domniei lui Constantin Brâncoveanu (1688-1714), Iștăul ajunge în proprietatea domnului, care își construiește case domnești la via Corbeanca (Dealul Dumbrăvii) și înființează un târg anual care va deveni vestit, ca și cel al Drăgaicei, pe care, de fapt, îl va continua.
În secolul al XVIII-lea a început sa funcționeze aici o stație a poștei de cai ("menizil"), de la care provine numele actual al localității.
La 1790 mica așezare rurală își avea biserica ei, ca toate așezările statornice. Cam în aceeași vreme, pe drumul poștei de cai, care lega Buzăul de Ploiești, începură să se stabilească în jurul menzilhanelei (stația de poștă sau „menzil”) o mulțime de negustori, cărora locul le înlesnea nevoile de schimb cu cele două centre comerciale mai apropiate și apoi surugii, bicigașii, rotarii, dârvarii și păzitorii ce deserveau releul poștal. Activitatea febrilă din stația unde se schimbau caii căruțelor de poștă, tranzacțiile care se încheiau în acest loc, au determinat populația ca încetul cu încetul să renunțe la vechiul nume al localității Iștău, în schimbul denumirii locului ce le prilejuise o activitate rodnică. Astfel a apărut denumirea Menzil, din care a derivat actualul Mizil.
În anul 1845, anul desființării județului Săcuieni, localitatea era reședința uneia din cele două plăși ale județului respectiv.
La începutul secolului al XIX-lea, Mizilul a fost vândut de moștenitoarea familiei Brâncoveanu, Safta Gr. Brâncoveanu, generalului Nicolae Mavru, care la rândul său l-a lăsat zestre ginerelui său, Ioan Cantacuzino. În 1866 orașul a ars și aga Ioan Cantacuzino a hotărât împreună cu soția sa un aranjament prin care a vândut orașul locuitorilor săi, până atunci embaticari, Mizilul devenind oraș liber. În 1872, s-a construit și calea ferată Ploiești-Buzău pe care Mizilul are și acum gară.
Epoca de apogeu a Mizilului a fost secolul al XIX-lea, când așezarea a cunoscut o mare dezvoltare comparativ cu Urlați — târgul cel mai apropiat și cu mai toate orașele din aceasta zonă a Țării Românești. Începând cu anul 1847 s-a construit drumului de la Ploiești, pe sub deal, până la Buzău, astăzi cunoscut ca DN1B.
La sfârșitul secolului al XIX-lea, Mizilul era comună urbană, reședința plășii Tohani din județul Buzău (interbelic). Avea arondate satele Fefelei, Mărăcini și Cireșanu, totalizând o populație de 5200 de locuitori din care 4780 locuiau în orașul propriu-zis. În oraș funcționau două școli — una de băieți, cu 218 elevi, și una de fete, cu 100 de eleve. Se mai aflau acolo 3 biserici (din care una în Fefelei), 2 mori de aburi, 4 stâne, 2 cășării și o fabrică de făină. Anuarul Socec din 1925 consemnează comuna urbană Mizil cu 6282 de locuitori.
În 1950, Mizil a devenit reședința raionului Mizil din regiunea Buzău, raion căruia i s-a alipit în 1952 și fostul raion Urlați din regiunea Prahova, atunci când cele două regiuni au fost unite și au format regiunea Ploiești. În 1968, odată cu reînființarea județelor, Mizilul a trecut la județul Prahova. Tot atunci, satul Cireșanu a trecut la comuna Baba Ana.

## Monumente istorice
Opt obiective din orașul Mizil sunt incluse în lista monumentelor istorice din județul Prahova ca monumente de interes local. Șase dintre ele sunt situri arheologice: așezarea din perioada Latène descoperită în strada Mihai Bravu nr. 102; necropola de înhumație din secolele al IV-lea–al V-lea din strada Țepeș Vodă; așezarea din secolul al IV-lea e.n. descoperită „la Vinalcool”; situl de la „Casa de Cultură” unde s-au găsit așezări din Epoca Bronzului și din secolele al IV-lea–al V-lea e.n.; situl de la podul peste Tohăneanca și peste râul Iștău, cu așezări din neolitic și din secolele al IX-lea–al X-lea; și situl de la Fefelei, aflat „la crucile de la podul de ciment”, unde s-au găsit urme de așezări din Epoca Bronzului, secolele al IV-lea–al V-lea e.n. și secolele al IX-lea–al X-lea.
Celelalte două sunt clasificate ca monumente memoriale sau funerare: o cruce de pomenire din piatră (1822–1828) aflată lângă podul peste Budureasca; și Crucea Răboajelor (1867).

## Economie
La Mizil funcționează fabrici de poliuretan, mobilă, saltele, armament, produse alimentare. Orașul este și un centru viticol și de vinificație.
În prezent, în Mizil predomină comerțul, industria de construcții și industria prelucrătoare. După masivele restructurări economice ale anilor 1990, după depășirea etapei de zonă defavorizată, astăzi în Mizil situația economică și socială păstrează din problemele ultimului deceniu dar demonstrează și semne clare de redresare și creștere.
Prin poziționarea sa extrem de avantajoasă orașul poate dezvolta un turism de tranzit. De altfel, în vecinătatea orașului Mizil se află o zonă considerată rezervație hidrologica cu izvoare minerale — Băile Boboci.

## Administrație
Orașul Mizil este administrat de un primar și un consiliu local compus din 17 consilieri. Primarul, Silviu-Călin Negraru[*], de la Partidul Social Democrat, este în funcție din 2016. Începând cu alegerile locale din 2024, consiliul local are următoarea componență pe partide politice:
|  | Partid                          | Consilieri | Componența Consiliului | Componența Consiliului | Componența Consiliului | Componența Consiliului | Componența Consiliului | Componența Consiliului | Componența Consiliului | Componența Consiliului | Componența Consiliului |
|  | ------------------------------- | ---------- | ---------------------- | ---------------------- | ---------------------- | ---------------------- | ---------------------- | ---------------------- | ---------------------- | ---------------------- | ---------------------- |
|  | Partidul Social Democrat        | 9          |                        |                        |                        |                        |                        |                        |                        |                        |                        |
|  | Partidul România în Acțiune     | 3          |                        |                        |                        |                        |                        |                        |                        |                        |                        |
|  | Partidul Național Liberal       | 2          |                        |                        |                        |                        |                        |                        |                        |                        |                        |
|  | Alianța pentru Unirea Românilor | 2          |                        |                        |                        |                        |                        |                        |                        |                        |                        |
|  | Forța Dreptei                   | 1          |                        |                        |                        |                        |                        |                        |                        |                        |                        |

Suprafața totală a zonei administrative a orașului este de 1931 ha, din care 432 ha intravilan, 1499 ha extravilan. Orașul are în componență și localitatea Fefelei.

## Orașe înfrățite
- Iargara, raionul Leova, Republica Moldova
- Lingewaard, Țările de Jos

## Cultura
Școala, în Mizil, a fost construită în 1855, de către boierul Ion Crăciunescu, dar carte a început să se învețe de prin 1838. În urma stăruințelor lui Leonida Condescu, prin 1902, lua ființă în Mizil și o Școală elementară de meserii, iar mai târziu și un liceu.
În Mizil funcționează 3 grădinițe, 3 școli și două licee. Cele mai apropiate centre universitare sunt Ploiești și București.

## Sport
În 1964 la Mizil activa echipa de fotbal Rapid Mizil la nivelul diviziei C. La sfârșitul anilor 1980 și începutul anilor 90 echipa de fotbal Steaua Mizil ocupa locuri fruntașe în divizia B. După câțiva ani de divizie județeană în 2006 echipa s-a desființat. In turul ligii a-III-a din sezonul competițional 2011/2012 pe Stadionul Tineretului din orașul Mizil a evoluat echipa de fotbal Prahova Tomșani, mutată ulterior la Moreni.

## Personalități
- Ana Birchall , politician
- Matei Eminescu (1856 - 1929), fratele poetului Mihai Eminescu. A fost ofițer în garnizoana Mizil, căsătorindu-se cu sora primarului Leonida Condeescu.
- George Ranetti (1875 - 1928), poet, dramaturg și publicist la Lupta, Zeflemeaua, Moftul Român și co-fondator al săptămânalului Furnica, autorul piesei de teatru Romeo și Julieta la Mizil.
- Octav Mayer (1895 - 1966), matematician, membru titular al Academiei Române.
- Cătălin Avramescu (n. 1967), filosof și publicist.
- Grigore Tocilescu (1850 – 1909), istoric, arheolog, epigrafist și folclorist
- Petre Strihan (27 mai 1899 – 25 iulie 1990), avocat, profesor universitar și poet român.
- Agata Grigorescu–Bacovia (8 martie 1895 - 12 octombrie 1981), scriitoare.
- Gheorghe Eminescu (1895 - 1988), ofițer și istoric militar, fiul lui Matei Eminescu și al Anei Condeescu.
- Ionel Fernic (1901 - 1938), compozitor, aviator, parașutist, publicist, profesor în Mizil. Este autor al schiței Misterele din Mizil.
- Constantin P. Popescu, aviator, as al Aviației Române, membru al Escadrilei 53 Vânătoare. Între august 1943 și august 1944 a activat pe aerodromul Mizil, luând parte la operațiunea Tidal Wave desfășurată în cel de-al doilea Război Mondial.
- Toma Macovei (23 iulie 1911 – 25 aprilie 2003), profesor, esperantist.
- Gheorghe Iova (29 ianuarie 1950 - 29 iunie 2019), prozator, poet și eseist.
- Gabriel de Achim (n. 1975), regizor, producător și scenarist.
- Gabriel Sandu (n. 8 septembrie 1963), economist, politician, ministru al Comunicațiilor și Societății Informaționale.
- Emil Craioveanu (n. 13 decembrie 1954), artist plastic.
- Alin Carpen (n. 1970), sculptor.
- Ioan Iordănescu (1881-1950), sculptor. A realizat Monumentul Eroilor din centrul orașului Mizil, dezvelit în anul 1921.
- Gelu Mureșan (1944-2010), artist, pictor, grafician, designer, regizor, scenarist, scriitor. A realizat o serie de monumente de for public în centrul Mizilului („Trepte spre cer” etc.)
- Diana Valentina Șucu (n. 1972), om de afaceri;
- Iustin Paraschiv (n. 1982), antreprenor, fondatorul holdingului Carmistin.
- Iulian Tameș (n. 6 decembrie 1978), fotbalist la Dinamo București, Rocar București, FC Național, FC Argeș, Politehnica Timișoara, FC Brașov.
- Ion Mocanu (n. 8 septembrie 1962), handbalist la Dinamo București, Villeurbanne, Montpellier, Pontault-Combault.
- Ion Panait (n. 5 mai 1981), luptător de greco-romane, legitimat la Dinamo București.
- Dragoș Luscan (n. 1987), preparator fizic, kineto-terapeut; a colaborat în mai multe ramuri sportive cu cluburile CSA Steaua București, CSM București, Dinamo București, precum și cu sportivi precum Simona Halep, Cristina Neagu, Horia Tecău, Florin Mergea sau David Popovici.